# Ina (Nagano)
Ina (伊那市 Ina-shi?) es una ciudad localizada en la prefectura de Nagano, Japón. En marzo de 2019 tenía una población de 68.177 habitantes en 27.587 hogares y una densidad de población de 100 personas por km². Su área total es de 667,93 km².

## Geografía

### Municipios circundantes
- Prefectura de Nagano
  - Komagane
  - Shiojiri
  - Suwa
  - Chino
  - Distrito de Suwa: Fujimi
  - Distrito de Kamiina: Minowa, Minamiminowa, Miyada
  - Distrito de Shimoina: Ōshika
  - Distrito de Kiso: Kiso
- Prefectura de Yamanashi
  - Minami-Alps
  - Hokuto
- Prefectura de Shizuoka
  - Aoi-ku, Shizuoka

## Demografía
Según datos del censo japonés, la población de Ina ha aumentado rápidamente en los últimos 40 años.
| Año del censo | Población |
| ------------- | --------- |
| 1970          | 65.347    |
| 1980          | 67.544    |
| 1990          | 70.639    |
| 2000          | 71.552    |
| 2010          | 71.100    |